# Prosopocera flavosignata
Prosopocera flavosignata är en skalbaggsart som först beskrevs av Louis Alexandre Auguste Chevrolat 1856.  Prosopocera flavosignata ingår i släktet Prosopocera och familjen långhorningar.
Artens utbredningsområde är:
- Gabon.
- Bioko.
- Ghana.
- Nigeria.
- Senegal.

Inga underarter finns listade i Catalogue of Life.